# Мельникова, Алла Сергеевна
А́лла Серге́евна Ме́льникова (12 декабря 1929 — 30 октября 2005) — российский историк и нумизмат, доктор исторических наук, заслуженный работник культуры. Автор более 150 научных публикаций по средневековой денежной системе Руси, а также многих научно-популярных нумизматических публикаций.

## Биография
Алла Сергеевна Мельникова родилась в Подмосковье, в посёлке Немчиновка Кунцевского района (сейчас Одинцовский район). В 1952 году окончила исторический факультет МГУ и поступила на работу в Государственный исторический музей в отдел нумизматики.
В 1963 году вышла книга «Псковские монеты XV в.», эту работу Мельниковой до сих пор считают самой лучшей по Псковским монетам XV — начала XVI века.
В 1964 году защитила кандидатскую диссертацию по теме «Денежное обращение в Русском государстве в первой половине и середине XVII века». В 1985 году защитила докторскую диссертацию по теме «Денежная система Русского государства во второй половине XVI — первой четверти XVII веков».
Всю жизнь Алла Сергеевна посвятила исследованиям в области средневековой русской нумизматики. Ею систематизированы и атрибутированы десятки кладов XVI—XVII веков, через её руки прошли сотни тысяч монет. Писала научно-популярные статьи, тем самым активно продвигала изучение истории и нумизматики «царского» периода.
В 2000 году награждена российским Орденом Почёта
Похоронена в Москве на Кунцевском кладбище.

## Монографии
1. Твердые деньги. М.: Политиздат, 1971. 80 с.: ил. (Страницы истории Советской Родины.)
2. Московские клады. М.: Московский рабочий, 1973. 264 с.: ил., карт. (совм. с А. Г. Векслером.)
3. Твердые деньги. 2-е изд, доп. М.: Политиздат, 1973. 72 с.: ил. (Страницы истории Советской Родины.)
4. Московские клады. 2-е изд., перераб. и доп. М.: Московский рабочий, 1988. 253 с.: ил., карт. (совм. с А. Г. Векслером.)
5. Русские монеты от Ивана Грозного до Петра Первого: История русской денежной системы с 1533 по 1682 г. М.: Финансы и статистика, 1989. 318 с.: ил., 13 табл. на 1 л. вкл.
6. Булат и злато / А. С. Мельникова. — М.: Молодая гвардия, 1990. — 208 с. — (Эврика). — 100 000 экз. — ISBN 5-235-00801-4. (обл.)
7. История России в монетах. М., 1994. 254 с.: ил. (совм. с В. В. Уздениковым, И. С. Шикановой.)
8. Монетные клады: Сводка кладов и сведений о находках с русскими монетами, поступивших в Государственный Исторический музей после 1966 г / А. С. Мельникова, О. С. Дядченко. — М.: Изд-во ГИМ, 1994. — 112 с. — 500 экз. — ISBN 5-7196-0900-8. (обл.)
9. Российская история в московских кладах. М.: Жираф, 1999. 272 с.: ил. (совм. с А. Г. Векслером.)
10. Деньги в России: История русского денежного хозяйства с древнейших времен до 1917 г. М.: Стрелец, 2000. 224 с.: ил. (совм. с В. В. Уздениковым, И. С. Шикановой.)
11. Деньги России: 1000 лет. М.: Родина-Фодио, 2000. 325 с.: ил. (совм. с В. В. Уздениковым, И. С. Шикановой.)
12. Русские монетные клады рубежа XVI—XVII в. Киев: ЮНОНА-МОНЕТА, 2003. 196 с.: ил.
13. Очерки по истории русского денежного обращения XVI—XVII вв. М.: Стрелец, 2005. 320 с.: ил.
14. Русские монеты от Ивана Грозного до Петра Первого: История русской денежной системы с 1533 по 1682 г. М.: ЭКСМО, Наше слово, 2012